# Мэйли, Пегги
Пегги Мэйли (англ.  Peggy Maley), полное имя Маргарет Джун «Пегги» Мэйли (англ. Margaret June "Peggy" Maley; 8 июня 1923 — 1 октября 2007 года) — американская актриса театра, кино и телевидения 1940—1960-х годов.
За время своей кинокарьеры, охватившей период с 1943 по 1959 год, Мэйли сыграла в 34 фильмах, среди которых «Двоеженец» (1953), «Дикарь» (1953), «Человеческое желание» (1954), «Поездка по кривой дороге» (1954), «Братья Рико» (1957) и «Это случилось в полночь» (1957).

## Ранние годы жизни и актёрская карьера в 1940-е годы
Пегги Мэйли родилась 8 июня 1923 года в Потсвилле, Пенсильвания. Детство провела в Потсвилле с дедушкой и бабушкой. В 1942 году Пегги завоевала титул «Мисс Атлантик-Сити», и на следующий год уехала в Голливуд.
В 1943—1946 годах Мэйли работала на студии Metro-Goldwyn-Mayer, где сыграла эпизодические роли (без указания в титрах) в одиннадцати престижных фильмах, среди которых «Парень по имени Джо» (1943), «С тех пор как вы ушли» (1944), «Тридцать секунд над Токио» (1944), «Поднять якоря» (1945) и «Девушки Харви» (1946).
В 1947 году Мэйли перебралась из Голливуда на Бродвей, где играла в спектаклях «Я должен выбраться» (1947) и «Радость миру» (1948), который выдержал 124 представления.
В 1949 году она встречалась с Джо Фискетти (англ. Joe Fischetti), который был племянником Аль Капоне, а также с Королём Египта Фаруком, вместе с которым путешествовала по Европе. По возвращении в Голливуд работала как модель.

## Актёрская карьера в 1950-е годы
В 1951 году Мэйли возобновила актёрскую карьеру, сыграв на студии Сэмюэля Голдвина роль второго плана музыкальной комедии «Леди говорит нет» (1951) с Джоан Колфилд и Дэвидом Нивеном, а также в драме «Я хочу тебя» (1951) с Дэной Эндрюсом и Дороти Макгуайр, после чего сыграла небольшую роль в нуарной драме «Двоеженец» (1953) с участием Эдмонда О’Брайена и Айды Лупино.
Будучи одной из подружек босса студии Columbia Pictures Гарри Кона, Мэйли смогла заключить контракт с этой студией. В 1953 году на этой студии она получила хорошую роль в драме о байкерах «Дикарь» (1953) с Марлоном Брандо в главной роли. Фильм получил хорошие отзывы критики и сегодня считается классикой, однако, как пишет историк кино Ричард Копер, «для Мэйли это не привело к чему-либо существенному». В 1954 году Мэйли сыграла на Columbia заметные роли второго плана в фильме нуар Фрица Ланга «Человеческое желание» (1954) с участием Бродерика Кроуфорда и Глории Грэм, а также в фильме нуар с Микки Руни «Поездка по кривой дороге» (1954). Она также сыграла на Metro-Goldwyn-Mayer роль второго плана в семейном вестерне «Цыганский кольт» (1954).
В 1955 году Мэйли появилась в эпизодической роли служанки в таверне (без указания в титрах) в исторической приключенческой драме MGM «Мунфлит» (1955), а также в небольшой роли подружки одного из членов преступного синдиката в фильме нуар с Джеком Пэлансом «Я умирал тысячу раз» (1955) на студии Warner Bros. На следующий год Мэйли и Мэриэнн Карр исполнили роли стриптизёрш в фантастическом фильме ужасов с Лоном Чейни-младшим «Неуязвимый человек» (1956) . Год спустя у Мэйли было пять картин, среди которых вестерн с Оди Мерфи «Стрелки Юбочного фронта» (1957) и фильм нуар с Малой Пауэрс «Человек в розыске» (1957), где она исполнила роли второго плана. У неё также были небольшие роли (без указания в титрах) в фильме нуар с Ричардом Конте «Братья Рико» (1957) и криминальной драме «Побег из Сан-Квентина» (1957). Наиболее значимую роль Мэйли сыграла в фильме нуар «Это случилось в полночь» (1957) с Тони Кёртисом в главной роли. В этой картине она предстала в образе любовницы гангстера, которая после жёсткого допроса даёт важную информацию полиции.
В 1958 году Мэйли получила заметную роль предводительницы банды воров в Лос-Анджелесе в фильме нуар с Мэри Мерфи «Живи быстро, умри молодым» (1958), а также появилась с небольшой роли девушки в баре в фильме нуар с Оди Мёрфи «Контрабандисты оружия» (1958). После эпизодических ролей (без указания в титрах) в военной драме «Бойня в Тераве» (1958) и комедии «Новобранец» (1958) Мэйли завершила кинокарьеру, и в 1960 году покинула Голливуд, чтобы управлять грилль-баром своего отца в Нью-Джерси.

## Карьера на телевидении
С 1953 по 1961 год Мэйли много работала на телевидении, сыграв в 54 эпизодах 43 различных сериалов, среди которых «Телевизионный театр „Форда“» (1953), «Личный секретарь» (1954), «Общественный защитник» (1954). «Большой город» (1954), «Кульминация» (1955), «Миллионер» (1955), «Театр „У камина“» (1955—1956, 2 эпизода), «Облава» (1955—1957, 3 эпизода), «Перри Мейсон» (1957—1959, 3 эпизода), «Шоу Джорджа Бернса и Грейси Аллен» (1958), «Досье Уолтера Уинчелла» (1958), «Мишень» (1958), «Ричард Даймонд, частный детектив» (1958—1959, 3 эпизода), «Стрелок» (1959), «Разыскивается живым или мёртвым» (1959), «Маркэм» (1959), «Питер Ганн» (1959), «Неприкасаемые» (1959), «Сажать в тюрьму» (1960), «Годы беззакония» (1961) и «Шоу Барбары Стэнвик» (1961).

## Актёрское амплуа и оценка творчества
Пегги Мэйли была высокой (168 см), привлекательной блондинкой, которая за внешнее сходство с популярной кинозвездой получила прозвище «Двойник Ланы Тёрнер» . Начав карьеру в конце 1940-х годов с серии эпизодических ролей на студии Twentieth Century Fox, в середине 1950-х годов Мэйли стала играть более значимые роли на телевидении и в фильмах категории В. Более всего она известна по фильмам «Дикарь» (1953), «Человеческое желание» (1954), «Поездка по кривой дороге» (1954) и «Это случилось в полночь» (1957).
По поводу того, чтобы её имя стало известно публике благодаря Пинап-фотографиям, она однажды сказала: «В Голливуде имя столь же важно, или, может быть, даже важнее, чем умение играть. Если на стороне девушки будет везение и возможность стать известной в гламурном плане, было бы глупо игнорировать это. Сомневаюсь, что реклама повредила чьей-либо карьере».

## Личная жизнь
В 1952 году Мэйли вышла замуж за производителя одежды Ричарда Юджина Рэйфилда (англ. Richard Eugene Rafield), однако брак продлился всего 12 недель и был аннулирован.
После развода Мэйли встречалась с актёрами Брэдом Декстером, Кори Алленом, Джейсоном Холлом, Ральфом Микером и Джоном Ходяком, однако замуж так и не вышла.
В 1961 году Мэйли уехала из Голливуда, чтобы управлять бизнесом отца, которому принадлежал грилль-бар в Нью-Джерси. Сообщалось, что в 1960-е годы она жила в Нью-Йорке, и в тот период сильно пила и употребляла наркотики. В 1972 году в Нью-Йорке она вышла замуж за Дональда Шонбурна (англ. Donald Schonbrun,) с которым прожила вплоть до развода в 1994 году. Позднее Мэйли вернулась в Калифорнию, где прожила не менее десяти лет.

## Смерть
Пэгги Мэйли умерла 1 октября 2007 года в возрасте 84 лет в Хатфилде, Пенсильвания, причина смерти не раскрывалась.

## Фильмография
| Год       |   | Русское название                  | Оригинальное название                    | Роль                                              |
| --------- | - | --------------------------------- | ---------------------------------------- | ------------------------------------------------- |
| 1943      | ф | Парень по имени Джо               | A Guy Named Joe                          | женщина (в титрах не указана)                     |
| 1944      | ф | Прекрасная купальщица             | Bathing Beauty                           | студентка (в титрах не указана)                   |
| 1944      | ф | Ритмы Бродвея                     | Broadway Rhythm                          | охотница за автографами (в титрах не указана)     |
| 1944      | ф | Знакомство с людьми               | Meet the People                          | артистка (в титрах не указана)                    |
| 1944      | ф | С тех пор как вы ушли             | Since You Went Away                      | вторая подружка морпеха (в титрах не указана)     |
| 1944      | ф | Тридцать секунд над Токио         | Thirty Seconds Over Tokyo                | девушка в офицерском клубе (в титрах не указана)  |
| 1944      | ф | Две девушки и моряк               | Two Girls and a Sailor                   | девушка мечты (в титрах не указана)               |
| 1945      | ф | Между двумя женщинами             | Between Two Women                        | артистка (в титрах не указана)                    |
| 1945      | ф | Поднять якоря                     | Anchors Aweigh                           | имитаторша Ланы Тёрнер (в титрах не указана)      |
| 1946      | ф | Девушки Харви                     | The Harvey Girls                         | девушка в танцевальном зале (в титрах не указана) |
| 1946      | ф | Возбуждение Бразилии              | The Thrill of Brazil                     | артистка (в титрах не указана)                    |
| 1947      | ф | В комнате 303                     | In Room 303                              | девушка в номере 303                              |
| 1947      | ф | С небес на землю                  | Down to Earth                            | муза (в титрах не указана)                        |
| 1947      | ф | Поездка по кривой дороге          | Drive a Crooked Road                     | Мардж (в титрах не указана)                       |
| 1951      | ф | Я хочу тебя                       | I Want You                               | Глэдис                                            |
| 1951      | ф | Леди говорит «нет»                | The Lady Says No                         | Мидж                                              |
| 1953      | ф | Двоеженец                         | The Bigamist                             | телефонистка                                      |
| 1953      | ф | Дикарь                            | The Wild One                             | Милдред                                           |
| 1953      | с | Рамар из джунглей                 | Ramar of the Jungle                      | Диана Чандлер (1 эпизод)                          |
| 1953      | с | Телевизионный театр «Форда»       | The Ford Television Theatre              | Мюриел Уиммс (1 эпизод)                           |
| 1954      | ф | Цыганский Кольт                   | Gypsy Colt                               | Пэт                                               |
| 1954      | ф | Человеческое желание              | Human Desire                             | Джин                                              |
| 1954      | ф | Осада на Красной реке             | Siege at Red River                       | Сэлли, артистка (в титрах не указана)             |
| 1954      | с | Большой город                     | Big Town                                 | (1 эпизод)                                        |
| 1954      | с | Общественный защитник             | Public Defender                          | Джоан Уортон (1 эпизод)                           |
| 1954      | с | Твоя любимая история              | Your Favorite Story                      | (1 эпизод)                                        |
| 1954      | с | Эта замечательная жизнь           | It's a Great Life                        | Гвен (1 эпизод)                                   |
| 1954      | с | Личный секретарь                  | Private Secretary                        | Сельма (1 эпизод)                                 |
| 1955      | ф | Я умирал тысячу раз               | I Died a Thousand Times                  | девушка Кранмера (в титрах не указана)            |
| 1955      | ф | Мунфлит                           | Moonfleet                                | служанка в таверне (в титрах не указана)          |
| 1955      | с | Сцена 7                           | Stage 7                                  | блондинка (1 эпизод)                              |
| 1955      | с | Миллионер                         | The Millionaire                          | Велма (1 эпизод)                                  |
| 1955      | с | Театр четырёх звёзд               | Four Star Playhouse                      | Люси (1 эпизод)                                   |
| 1955      | с | Кульминация                       | Climax!                                  | Грейс Найт (1 эпизод)                             |
| 1955—1956 | с | Театр Джейн Уаймен                | Jane Wyman Presents The Fireside Theatre | разные роли (2 эпизода)                           |
| 1955—1956 | с | Звезда и история                  | The Star and the Story                   | разные роли (3 эпизода)                           |
| 1955—1957 | с | Облава                            | Dragnet                                  | разные роли (3 эпизода)                           |
| 1956      | ф | Неуязвимый человек                | Indestructible Man                       | Фрэнсин, белокурая стриптизёрша                   |
| 1956      | ф | Встречай меня в Лас-Вегасе        | Meet Me in Las Vegas                     | (в титрах не указана)                             |
| 1956      | с | Эй, Джинни!                       | Hey, Jeannie!                            | Бу Бу (1 эпизод)                                  |
| 1956      | с | Студия 57                         | Studio 57                                | (1 эпизод)                                        |
| 1957      | ф | Братья Рико                       | The Brothers Rico                        | Джин (в титрах не указана)                        |
| 1957      | ф | Стрелки Юбочного форта            | The Guns of Fort Petticoat               | Люси Коновер                                      |
| 1957      | ф | Это случилось в полночь           | The Midnight Story                       | Веда Пинелли                                      |
| 1957      | ф | Человек в розыске                 | Man on the Prowl                         | Алма Доран                                        |
| 1957      | ф | Живи быстро, умри молодым         | Live Fast, Die Young                     | Сью Хокинс                                        |
| 1957      | ф | Побег из «Сан-Квентина»           | Escape from San Quentin                  | Джорджи Гилберт (в титрах не указана)             |
| 1957      | с | Шоу Фрэнка Синатры                | The Frank Sinatra Show                   | (1 эпизод)                                        |
| 1957      | с | Суд последней надежды             | The Court of Last Resort                 | миссис Брауэр (1 эпизод)                          |
| 1957—1958 | с | Паника!                           | Panic!                                   | Мэри (2 эпизода)                                  |
| 1957—1959 | с | Перри Мейсон                      | Perry Mason                              | разные роли (3 эпизода)                           |
| 1957—1959 | с | Тонкий человек                    | The Thin Man                             | разные роли (2 эпизода)                           |
| 1958      | ф | Контрабандисты оружия             | The Gun Runners                          | блондинка в баре (в титрах не указана)            |
| 1958      | ф | Бойня на Тараве                   | Tarawa Beachhead                         | блондинка в баре (в титрах не указана)            |
| 1958      | с | Театр 90                          | Playhouse 90                             | Шелли (1 эпизод)                                  |
| 1958      | с | Территория Тумстон                | Tombstone Territory                      | Белль Уинтерс (1 эпизод)                          |
| 1958      | с | Театр Goodyear                    | Goodyear Theatre                         | Нэнси Картер (1 эпизод)                           |
| 1958      | с | Барабан Джефферсона               | Jefferson Drum                           | Дженни Ли (1 эпизод)                              |
| 1958      | с | Дело Уолтера Уинчелла             | The Walter Winchell File                 | блондинка (1 эпизод)                              |
| 1958      | с | Мишень                            | Target                                   | Верна (1 эпизод)                                  |
| 1958      | с | Техасец                           | The Texan                                | Долли Мэтьюз (1 эпизод)                           |
| 1958      | с | Шоу Джорджа Бернса и Грейси Аллен | The George Burns and Gracie Allen Show   | Хелен (1 эпизод)                                  |
| 1958—1959 | с | Ричард Даймонд, частный детектив  | Richard Diamond, Private Detective       | разные роли (3 эпизода)                           |
| 1959      | ф | Новобранец                        | The Rookie                               | Тётя Миртл, радиоперсонаж (в титрах не указана)   |
| 1959      | с | Питер Ганн                        | Peter Gunn                               | Энн (1 эпизод)                                    |
| 1959      | с | Стрелок                           | The Rifleman                             | Лиз (1 эпизод)                                    |
| 1959      | с | Разыскивается живым или мёртвым   | Wanted: Dead or Alive                    | Белль (1 эпизод)                                  |
| 1959      | с | Театр «Вестингаус» Десилу         | Westinghouse Desilu Playhouse            | Мэри (1 эпизод)                                   |
| 1959      | с | Маркэм                            | Markham                                  | Эми, официантка (1 эпизод)                        |
| 1959      | с | Спасатели 8                       | Rescue 8                                 | Кора Уильямс (1 эпизод)                           |
| 1959      | с | Большое жюри                      | Grand Jury                               | Хелен (1 эпизод)                                  |
| 1959      | с | Неприкасаемые                     | The Untouchables                         | Эми Рэндалл (1 эпизод)                            |
| 1960      | с | Сажать в тюрьму                   | Lock Up                                  | Верна (1 эпизод)                                  |
| 1960      | с | Детективы                         | The Detectives                           | Хелен (1 эпизод)                                  |
| 1961      | с | Шоу Барбары Стэнвик               | The Barbara Stanwyck Show                | (1 эпизод)                                        |
| 1961      | с | Годы беззакония                   | The Lawless Years                        | Элис Даймонд (1 эпизод)                           |